# 中島村
中島村（日语：／ Nakajima mura */?）是位于福島縣中通，屬西白河郡的一村。